# シャンティ・スナイダー
SHANTI（シャンティ、1981年6月4日 - ）は、日本・神奈川県逗子市生まれのシンガーソングライター、歌手、作詞家。ゴダイゴのトミー・スナイダーの娘。本名は、Shanti Snyder（シャンティ・スナイダー）で、芸能活動は「SHANTI」の芸名で行っている。
桑田佳祐のシングル「東京」収録曲のバック・コーラス、小林桂の「流し目プレイ☆」の作詞など手がける。『天空のエスカフローネ』『ヒロイン』などの映画音楽にも参加。
CMなどでも、彼女の歌、ナレーションが聴ける。CMでは菅野よう子とのコラボレーションが多い。フランス語での作詞もある。
2008年から2010年3月まで、日本の音楽を海外に紹介するNHKJ-MELOのVJを務めた。
日本オーディオ協会による「日本プロ音楽賞」
1stアルバム 「BORN TO SING] 優秀賞。
2nd アルバム「ROMANCE WITH ME」最優秀賞連続受賞。
7th アルバム「KISS THE SUN」ポップス部門　プロ録音賞優秀賞。
「SHANTI'S LULLABY」ハイレゾ配信e-onkyo（イーオンキョウ）で配信チャート2週間連続1位を獲得獲得、さらには過去のアルバムも含めて1～6位を独占。

## テレビ、CMなどの関連作品
- Flying So High（リードボーカルを務める）横浜フリューゲルス・応援歌
- UNIQLO カシミア＆フリース(作詞/ボーカル)
- TOYOTA エスティマ(ボーカル)
- SUBARU アウトバック/TAKE 6 歌唱(作詞)
- AJINOMOTO クノールカップスープ(ボーカル)
- LIPTON The Tea(ナレーション)
- EVIAN イメージソング(作詞)
- ユニリーバ Lux Super Rich(作詞)
- 資生堂 マシェリ(ナレーション)
- KANEBO レヴュー(作詞/ボーカル)
- 結婚情報誌「ゼクシィ」のWEB CM（代表曲「Love matters」）
- 東レ（ナレーション）
- HOYU（ナレーション）
- 三菱REAL ４K （ナレーション）
- 花王 ビオレ(ボーカル)
- 明治安田生命(作詞)
- NHK J-MELOエンディングテーマ曲
- ハウス食品 北海道シチュー(作詞)
- 森永乳業 マウントレーニア カフェラッテ(作詞・ボーカル)
- 映画『遺体 明日への十日間』主題歌「Pray for the World」[1]
- ２０１１年矢口監督映画「サバイバルファミリー」のエンディング曲　"Hard times come again no more"/ Foster　歌唱担当
- スマートフォンゲーム「Disney Music Parade」Game Theme Song（作詞）

## 作品

### アルバム

#### オリジナル・アルバム
| タイトル                        | 規格品番   | 規格   | 発売日         |
| ------------------------------- | ---------- | ------ | -------------- |
| Hayama                          |            |        |                |
| Share My Air                    | HAY-033    | CD     | 2008年1月18日  |
| 日本コロムビア／Savoy Records   |            |        |                |
| BORN TO SING                    | COGY-1104  | CD     | 2010年6月23日  |
| BORN TO SING                    | COGY-1025  | SACD   | 2012年2月22日  |
| BORN TO SING                    | COGY-1104  | SACD   | 2014年2月19日  |
| BORN TO SING                    | COJY-9286  | CD     | 2014年12月17日 |
| Romance with me                 | COCB-53964 | CD     | 2011年1月26日  |
| Romance with me                 | COGY-1041  | SACD   | 2012年5月23日  |
| Romance with me                 | COGY-1105  | SACD   | 2014年2月19日  |
| Sunny and Blue 〜J-pop'n Jazz〜 | COCB-53970 | CD     | 2011年7月20日  |
| LOTUS FLOWER                    | COZY-648   | CD+DVD | 2012年2月22日  |
| LOTUS FLOWER                    | COCB-53991 | CD     | 2012年2月22日  |
| cloud 9                         | COCB-54044 | CD     | 2012年12月5日  |
| cloud 9                         | 75771      | CD     | 2013年2月12日  |
| Jazz en Rose                    | COCB-54050 | CD     | 2013年3月6日   |
| SHANTI'S LULLABY                | COJY-9287  | LP     | 2014年11月26日 |
| SHANTI'S LULLABY                | COCB-54132 | CD     | 2014年11月26日 |
| SHANTI'S LULLABY                | COJY-9287  | CD     | 2014年12月17日 |
| KISS THE SUN                    | COCB-54173 | CD     | 2015年6月24日  |
| KISS THE SUN                    | THLP-360   | LP     | 2015年9月9日   |
| SHANTI sings BALLADS            | COCB-60120 | UHQCD  | 2016年12月21日 |

#### ベスト・アルバム
| タイトル                       | 規格品番     | 規格   | 発売日         |
| ------------------------------ | ------------ | ------ | -------------- |
| 日本コロムビア／Savoy Records  |              |        |                |
| BEAUTIFUL～Original Collection | COZY-1118-09 | CD+DVD | 2015年12月16日 |

#### オムニバス・アルバム
| タイトル                                                                                           | レーベル       | 規格品番   | 規格 | 発売日        |
| -------------------------------------------------------------------------------------------------- | -------------- | ---------- | ---- | ------------- |
| Light Mellow Covers Siesta                                                                         | 日本コロムビア | COCB-54108 | CD   | 2014年6月25日 |
| Light Mellow Covers Twinkle                                                                        | 日本コロムビア | COCB-54109 | CD   | 2014年6月25日 |
| Something Jazzy～夜、部屋でくつろぎ、女子ジャズ                                                    | 日本コロムビア | COCB-54169 | CD   | 2015年5月20日 |
| 映画『チア☆ダン～女子高生がチアダンスで全米制覇しちゃったホントの話～』オリジナル☆サウンドトラック | Anchor Records | UZCL-2103  | CD   | 2017年3月8日  |

## 作曲
作詞提供：佐藤竹善,  CRYSTAL KAY, TAKE 6, TOKU, MARLENE, STAND ALONE COMPLEX 攻殻機動隊, などなど...

## レギュラー出演経歴

### テレビ
- J-MELO【NHK国際】（2008年8月 - 2010年3月）
  - 2011年2月14日（総合テレビにおける初回放送）にはゲストとしても出演
- ハピえいご【NHK教育】(2010年8月 - 2010年9月）
- 地球テレビ エル・ムンド【NHK BS1】(2011年4月 - 2012年3月）金曜日レギュラー